# Hammerman
Hammerman  è una serie televisiva animata canadese e statunitense del 1991, prodotto da DIC Animation City e Bustin' Productions.
La serie ebbe una breve durata e fu accolta con un ricevimento generalmente negativo.
La serie è stata trasmessa per la prima volta negli Stati Uniti su ABC e Global su Canada, 1991 al 1992. In Italia la serie è stata trasmessa su Italia 1.

## Doppiatori
- MC Hammer (ed. inglese), Antonello Governale (ed. italiana): Hammerman/Stanley Burrell (live-action)
- Neil Crone:
- Clark Johnson:  Hammerman (cartone)
- Jeff Jones:
- Miguel Lee:
- Joe Matheson:
- Susan Roman: La futura fidanzata di Hammerman
- Ron Rubin: Righty
- Carmen Twillie:
- Louise Vallance:
- Maurice Dean Wint:

## Lista episodi
| nº | Titolo inglese          | Titolo italiano | Prima Tv US/Canada |
| -- | ----------------------- | --------------- | ------------------ |
| 1  | Defeated Graffiti       |                 | 7 settembre 1991   |
| 2  | Winnie's Winner         |                 | 19 ottobre 1991    |
| 3  | Repoleon                |                 | 16 novembre 1991   |
| 4  | Will and the Jerks      |                 | 23 novembre 1991   |
| 5  | If the Shoe Fits        |                 | 30 novembre 1991   |
| 6  | Nobody's Perfect        |                 | 7 dicembre 1991    |
| 7  | Dropping Out            |                 | 1992               |
| 8  | Lights, Camera, Hammer! |                 | 1991               |
| 9  | Blast From the Past     |                 | 1991               |
| 10 | Who's Who               |                 | 1991               |
| 11 | Work This               |                 | 1991               |